# Papamosques becample
El papamosques becample (Cyornis caerulatus) és una espècie d'ocell de la família dels muscicàpids (Muscicapidae). Es troba a les illes de Sumatra i Borneo (estats de Brunei, Malàisia i Indonèsia). Habita els boscos tropicals i subtropicals de frondoses humits i es troba amenaçat per la destrucció de l'hàbitat. El seu estat de conservació és de vulnerable.